# Usine sidérurgique de Gandrange-Rombas
L’usine sidérurgique de Gandrange-Rombas est un complexe sidérurgique dans la vallée de l'Orne en Moselle, situé sur les communes de Rombas (pour la partie amont, notamment l'usine d'agglomération et les  hauts fourneaux et de Gandrange (pour la partie aval, notamment l'aciérie et les laminoirs). Produisant essentiellement des produits longs en acier, l'usine a été, dans les années 1970, une des plus importantes usines sidérurgiques de Lorraine, complétant l'usine sidérurgique de Florange, spécialisée sur les produits plats.
Créée au début du XXe siècle par des Allemands, soucieux de valoriser la minette, abondante en Moselle annexée, elle prospère jusque dans les années 1970 où, victime de la crise de la sidérurgie dans le bassin lorrain et de mauvais choix technologiques, elle décline inexorablement. En 2016, il n'y reste qu'un laminoir qui produit du fil machine et des barres.

## Fondation (1890 - 1920)

### L'usine allemande
Le premier projet d'une usine sidérurgique est dû à un industriel allemand, Karl Spaeter, qui fonde en 1881 (à la suite de la découverte du procédé Thomas), durant l'intégration de l'Alsace-Moselle dans le Reich, la Société des Forges de Rombas. Il acquiert tous les terrains (soit 142 ha, s'étendant sur 2,4 km le long de l'Orne) nécessaires à la construction d'une grande usine sidérurgique, et réalise l'aménagement et les infrastructures, voies de chemin de fer, réseau routier, etc..
Mais l'usine moderne est due à la Rombacher Hüttenwerk in Rombach, qui voit officiellement le jour le 1er juillet 1888, et dont les augmentations de capital successives permettent de rassembler, de sa fondation à 1917, 60 millions de Marks. En 1890, deux hauts fourneaux sont mis à feu, puis un troisième en 1893, et un quatrième en 1898. Le HF5 fonctionne en avril 1900 et le HF6 en octobre de la même année. Le HF7 démarre en janvier 1902. Cette année, l'usine à fonte de Rombas, qui tourne à plein régime, est considérée comme « représentative de la meilleure pratique allemande. L'ingénieur est le Bergassessor Oswald, de Coblence. Il y a alors 7 hauts fourneaux dans l'usine de Rombach, 3 d’entre eux sont neufs ».

En 1900, outre les 5 hauts fourneaux, l'usine démarre des convertisseurs Thomas (6 convertisseurs de 25 et 30 t précédés par 2 mélangeurs de 500 et 500 t), une cimenterie et des laminoirs. Le logement de la main d'œuvre fait nécessairement partie de l'investissement. L'entreprise lance la construction de 439 maisons, un hôpital, une piscine, etc..
En 1903, l'usine de Rombas constitue déjà un établissement complet avec 2 745 hectares de mines de fer, 7 hauts fourneaux, une aciérie Thomas, une aciérie Martin (la première de Moselle, avec 4 fours de 25 et 30 t), plusieurs laminoirs, une cimenterie, une usine à gaz alimentant une centrale thermique et tous les services annexes, moulins à scories, briquerie, fours à chaux, fonderie, ateliers généraux, laboratoire.
En 1905, pour satisfaire aux exigences d'un développement très rapide, la Rombacher Hüttenwerk achète, à la société belge Sambre et Moselle, les 4 hauts fourneaux de Maizières-lès-Metz. En 1913, à la veille de la Première Guerre mondiale, l'usine produit 506 000 tonnes de fonte brute. Capable de produire 650 000 t/an d'acier Thomas et 120 000 t/an d'acier Martin, elle dépasse les 5 autres grandes usines sidérurgiques intégrées du bassin sidérurgique lorrain (usines d'Hagondange, Moyeuvre, Homécourt, Hayange, Longwy).
Les laminoirs, qui couvrent 70 000 m2, sont disposés parallèlement à l'alignement des convertisseurs. Ils sont alimentés par 2 blomings à vapeur qui réduisent les lingots de 4 t en blooms de section minimum 120 × 120 mmm. En aval de ces bloomings, 10 trains de laminoirs réalisent tous les types de profilés longs : billettes poutrelles, barres, palplanches, rails, fils, etc. Les 7 premiers trains (trains I, Ibis, II,… et VI) sont mus par des machines à vapeur, les 3 derniers (trains VII, VIIbis et VIII) sont électrifiés.

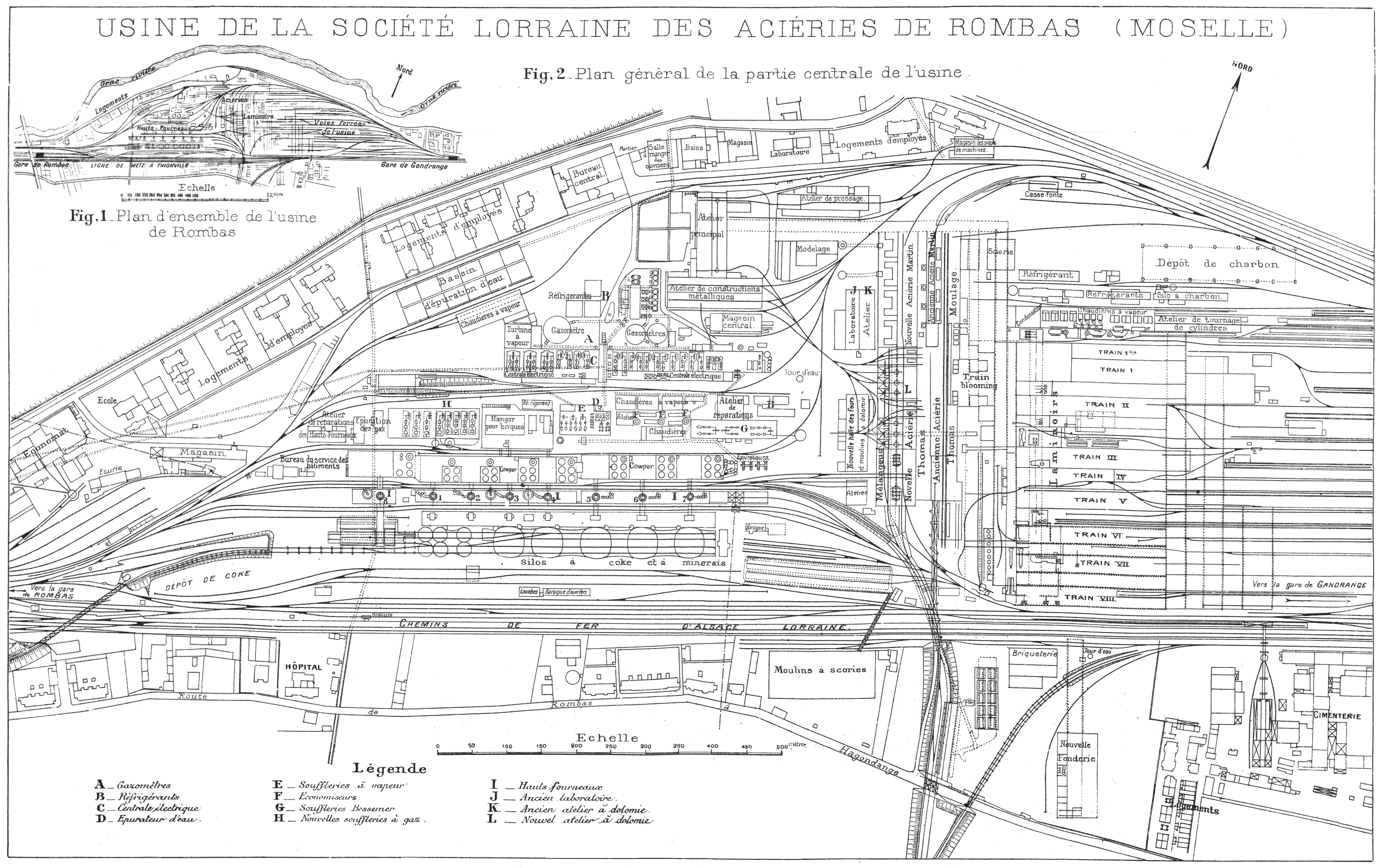
Plan de l'usine de Rombas à sa fondation.

### Une reprise difficile par les Français
À l'instar de la plupart des usines sidérurgiques mosellanes, l'usine a été délaissée pendant la Première Guerre mondiale puis abandonnée par le personnel allemand en 1918. Par ailleurs, les mines ont été mal gérées : avant et pendant la guerre, à plusieurs endroits, l'extraction des couches inférieures a rendu impossible l'expoitation des couches situées au-dessus. Dans ces conditions, le gisement supérieur est perdu. Mais l'usine renoue lentement avec la performance, les Français investissant notamment dans des installations capables de mieux valoriser les énergies perdues.
Le HF8, commencé en 1917, est mis à feu en 1920. Jusqu'en 1927, avec un creuset de 4,5 m de diamètre, un volume de 730 m3 et une capacité de 300 t/j de fonte quotidienne, il est le plus gros de Rombas. Moderne, il a été le premier à être équipé d'une alimentation en matières par bennes Stæler-Gogolski, du même type que celui encore visible au haut fourneau U4 d'Uckange. Ces hauts fourneaux sont tous alignés, espacés de 50 m d’axe en axe,. Les derniers progrès techniques ont rendus les hauts fourneaux 1 à 4, d'une capacité unitaire de 175 t/j avec un chargement à monte-charge vertical, assez obsolètes. Les 5, 6 et 7, alimentés par skip et pouvant produire 220 t/j, sont considérés comme modernes. À partir de cette époque, les entreprises, s'étalant sur plusieurs sites, commencent à changer l'appellation de leurs hauts fourneaux. Ceux de Rombas deviennent progressivement plus connus sous les noms R1, R2, etc.
En 1919, l’actif industriel (divisions de Rombas et Maizières, hauts fourneaux, aciéries, mines, laminoirs) est vendu 125 millions de francs à la Société d’Etudes et d’Entreprises Industrielles, qui comprend Marine-Homécourt, Pont-à-Mousson et Micheville. La Rombacher Hüttenwerk devient la Société Lorraine des Aciéries de Rombas au capital de 150 millions de francs, qui regroupe « après liquidation » les usines de Rombas et de Maizières-lès-Metz, soit un total de 12 hauts fourneaux.

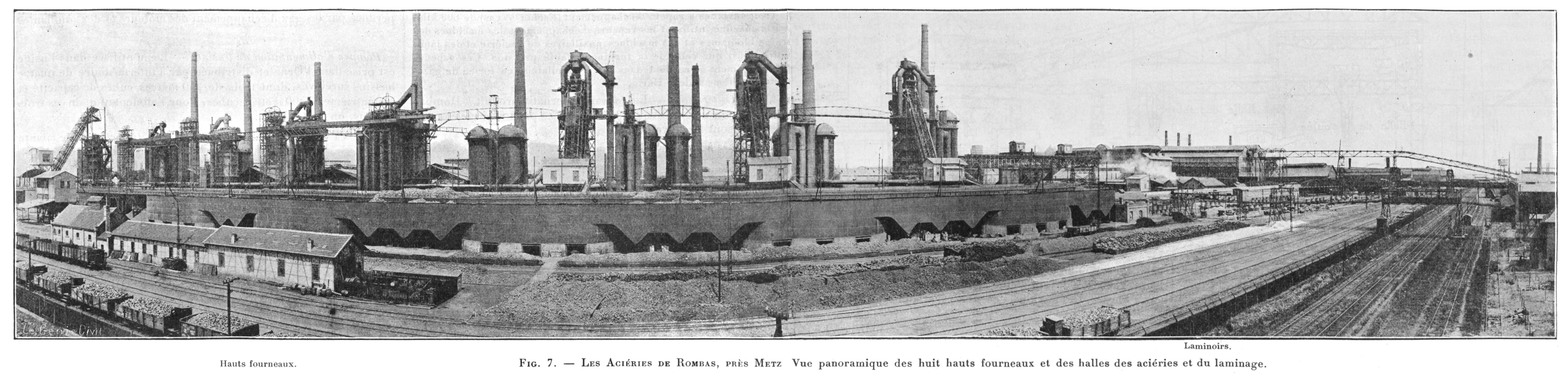
Panorama de l'alignement des hauts fourneaux de Rombas en 1921

## Routine et prospérité (1920 - 1960)

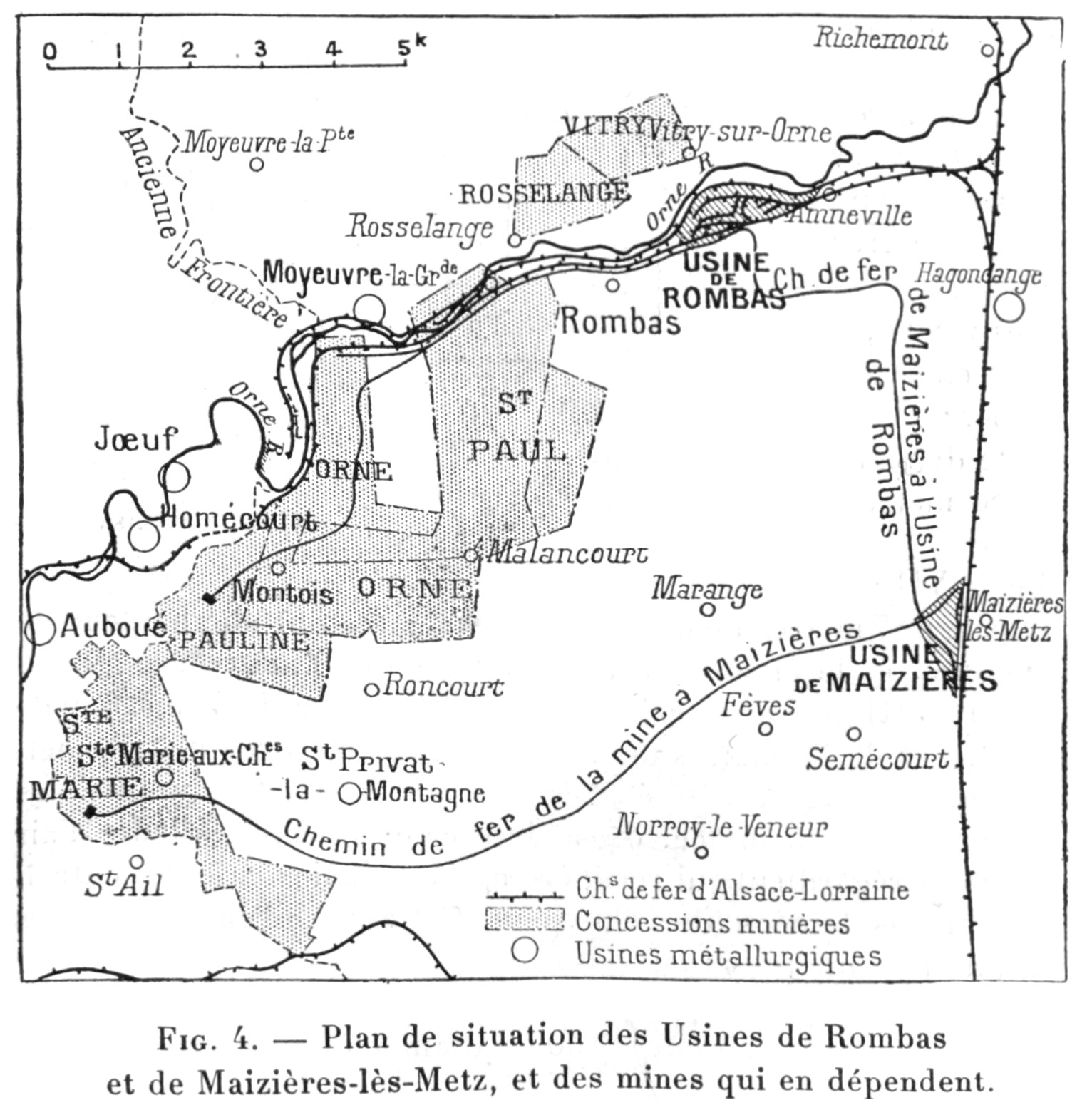
Concessions et mines de fer associées à l'usine.

### Une expansion pendant l'entre-deux-guerres…
Le domaine minier associé à l'usine, est estimé à 180 Mt de minette contenant 30 à 35 % de fer. Il est connecté à l'usine par un chemin de fer électrique. Avant guerre, environ 2 Mt/an sont extraites dans les mines associées à l'usine :
- Saint-Paul (6,78 km2) exploitée en galerie, le puits près de Montois-la-Montagne ne servant qu'au personnel ;
- Orne (6,38 km2) exploitée en galerie ;
- Pauline et Grenze (3,34 km2) exploitée en galerie ;
- Sainte-Marie (6,28 km2) exploitée par deux puits ;
- les concessions non exploitées de Rosselange (1,16 km2) et Vitry (1,36 km2) sont situées au nord de la vallée de l'Orne. La concession Willkommen (1,23 km2) est contigüe à Saint-Paul[1].

En 1929, l'usine rachète des brevets de production de palplanches à Larssen. Le carnet de palplanches, dont la production va durer jusqu'en 1993, sera un des atouts majeurs du site,. L'usine est modernisée avec, en particulier, la reconstruction de 4 hauts fourneaux, le remplacement de l'aciérie Thomas (mise en service en décembre 1931, avec 7 convertisseurs de 30 tonnes chacun), l'installation d'un train continu à billettes et l'ouverture d'un port à Richemont sur le canal des mines de fer de la Moselle. L'aciérie exploite également 4 convertisseurs Martin de 25 tonnes et voit l'arrivée, en 1938, d'un four électrique de 30 tonnes et de 6 000 kVA.

L'usine en 1921
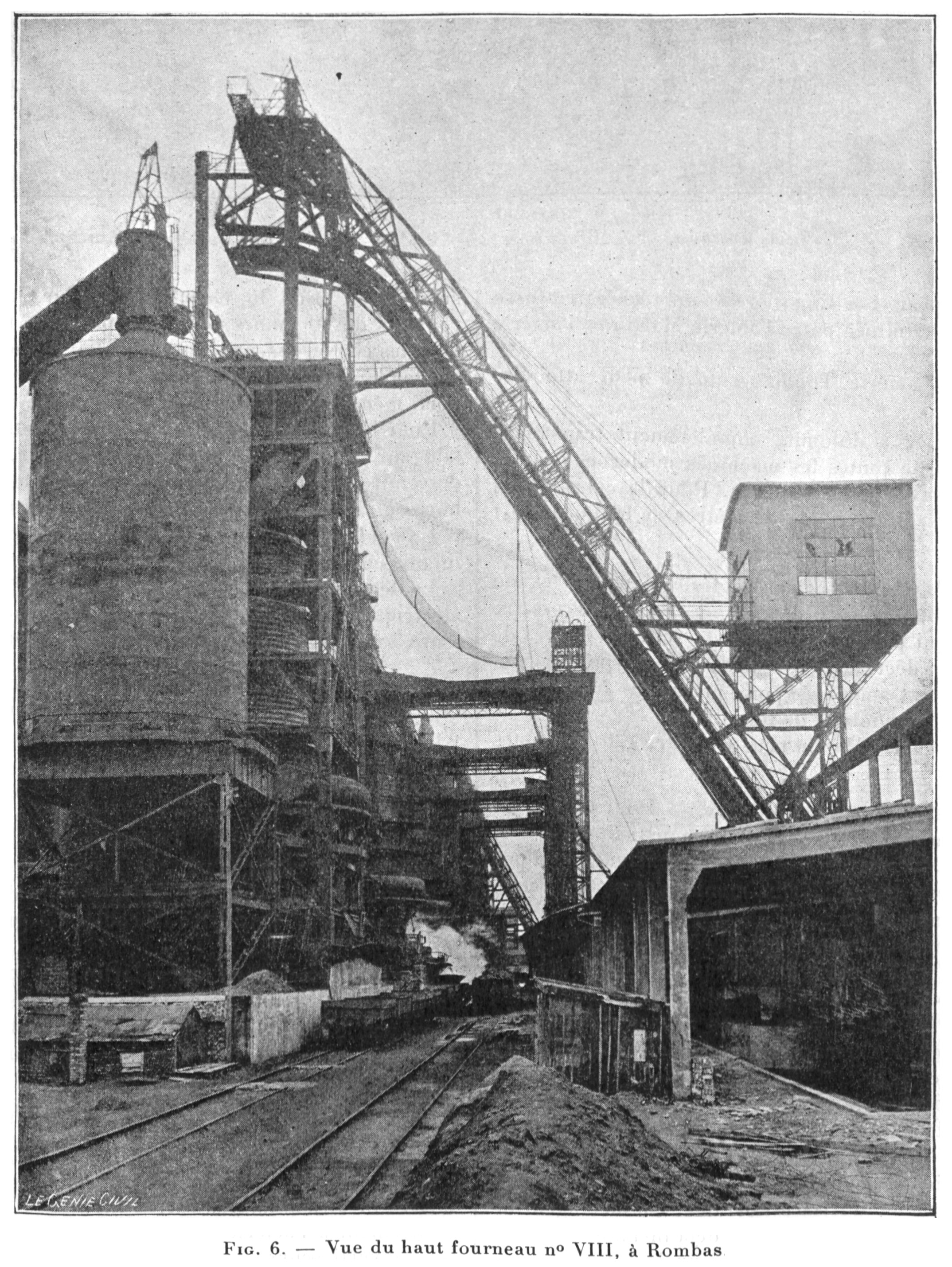
Le haut fourneau VIII.
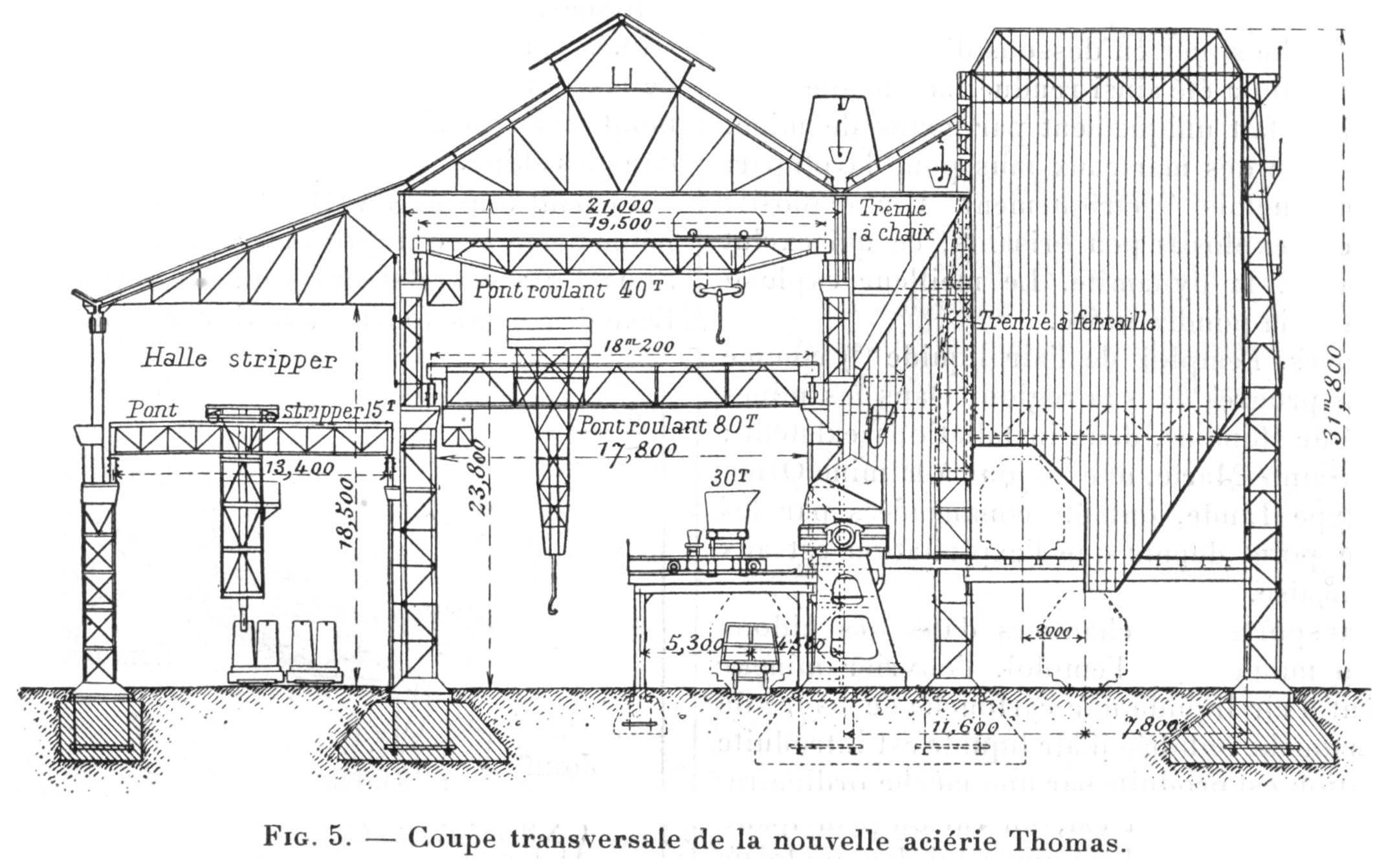
L'aciérie Thomas.
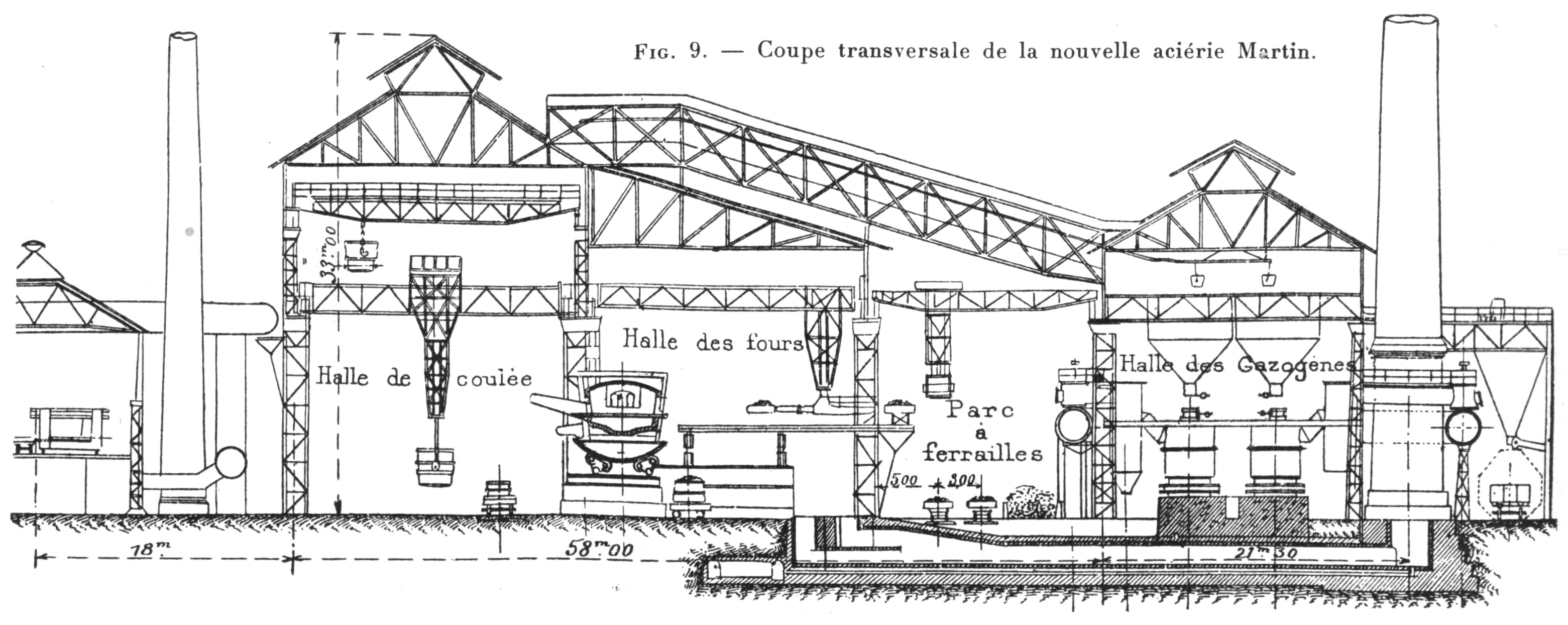
L'aciérie Martin[note 4].
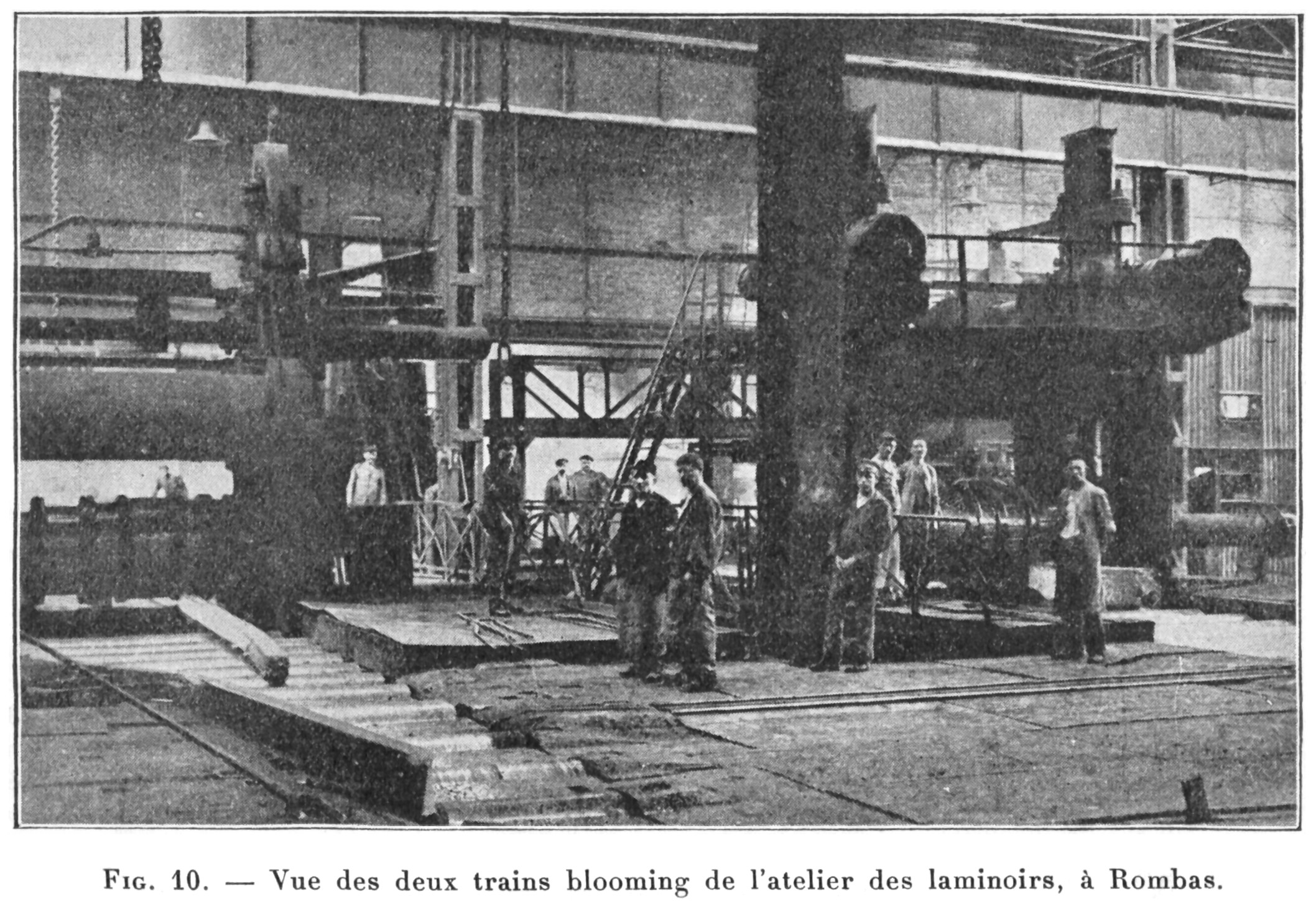
Les 2 bloomings.

### … à peine interrompue par la Seconde Guerre mondiale
|      | Fonte (t) | Acier (t) |
| ---- | --------- | --------- |
| 1913 | 506 000   | 566 000   |
| 1929 | 462 852   | 629 000   |
| 1945 |           | 125 000   |
| 1949 |           | 580 000   |
| 1952 | 598 000   | 637 000   |
| 1955 | 653 000   | 696 000   |
| 1956 | 672 000   | 712 000   |

Les laminoirs sont nombreux et permettent de produire une large gamme de produits : 2 bloomings (un moderne installé en 1952, et un ancien à vapeur datant de 1900) alimentent 2 gros trains et deux trains moyens, 2 trains continus et 4 petits trains. En 1954, une ligne d'étamage de tôles fournies par Sollac est installée. L'enrichissement en oxygène du vent soufflé aux convertisseurs se généralise.
En 1957, le train à fil 8bis, d'une capacité de 150 000 t/an, est construit. L'aciérie continue de se moderniser, ses 7 convertisseurs Thomas, toujours opérationnels dans les années 1970, en étant le cœur. À cette époque, la capacité des 4 fours Martin est passée de 25  à   32 tonnes,.
L'usine s'intègre de plus en plus dans le complexe sidérurgique lorrain. En 1954, la centrale thermique de Richemont, à la confluence entre l'Orne et la Moselle, est construite afin de centraliser la production d'électricité à partir de gaz de haut fourneau. Une deuxième tranche démarre en 1955, une troisième en 1959, et encore deux autres en 1960. Un énorme gazoduc (la conduite mesure entre 1,8  et   2,6 m de diamètre) connecte cette centrale aux hauts fourneaux de Rombas. Surtout, les prolongations de ce gazoduc, qui s'étendent sur 70 km de long, connectent 11 batteries de hauts fourneaux des vallées de l'Orne, de la Fensch et de la Moselle, qui partagent ainsi leur gaz.
Les mines de fer alimentant l'usine se situent sous le plateau de Montois-la-Montagne. La concession de Rombas s'étend sur 1 764 hectares, et se prolonge à l'ouest sous le plateau de Saint-Privat, avec la concession de Sainte-Marie, de 645 hectares. Le gisement comporte essentiellement des couches jaunes et grises qui, dans la concession de Rombas, sont jointives et ont une épaisseur de 7  à   8 mètres. Les réserves sont d'environ 120 millions de tonnes de minerai calcaire et 80 millions de tonnes de minerai siliceux d'une teneur en fer variant de 28 % à 35 %.

## Un plan d'investissement ambitieux (1960 - 1976)

Réseau de gazoducs de gaz de haut fourneau dans les années 1960, connectant les usines sidérurgiques lorraines.

Le 19 avril 1964, l'entreprise Sacilor est constituée par la fusion de De Wendel et Cie avec Sidélor (elle-même créée en 1951 par la fusion de 4 entreprises). L'objectif de cette fusion est de construire l'aciérie de Gandrange. Il s'agit de regrouper à Rombas toute la production de produits longs, éparpillée sur plusieurs sites lorrains. En 1960, de Wendel affiche l'objectif d'arriver à terme à une usine produisant 4 Mt/an avec « cinq hauts fourneaux neufs, allant de 8  à   12 m de creuset (les plus grands d'Europe), une aciérie à oxygène pur et des "grands trains de laminoirs modernes" […] pour se substituer progressivement aux douze vieux hauts fourneaux de Jœuf et Moyeuvre, aux dix convertisseurs Thomas et aux seize laminoirs. ».
Des investissements audacieux et ambitieux sont immédiatement lancés, dont notamment :
- l'agrandissement de 2 hauts fourneaux, les plus petits du projet[MF 4], mais capables de produire autant que les 8 d'alors ;
- la construction de la plus grande chaîne d'agglomération du monde ;
- la construction des plus gros convertisseurs Kaldo du monde ;

### L'usine à fonte
Les deux hauts fourneaux retenus pour pérenniser le site sont le R5 et le R7. Initialement dotés d'un creuset de 4 m, ils sont progressivement agrandis jusqu'à atteindre, en 1976, 8 m de diamètre au creuset et même 8,5 m pour le R5 à l'issue de sa réfection de 1982. Malgré leur taille moyenne (en 1973, est mis à feu le HF4 de Dunkerque, quatre fois plus gros), ils figurent alors parmi les plus gros hauts fourneaux lorrains, ce qui justifie l'arrêt de leurs voisins. Mais, au début des années 1970, le « plan Dherse » enterre la poursuite du projet à 5 hauts fourneaux, privilégiant l'amenée par wagon-poche-tonneau de la fonte produite par les deux hauts fourneaux neufs (J1 et J2) situés à Jœuf, puis par les trois hauts fourneaux (P3, P4 et P6) situés à Hayange
En 1959, une usine d'agglomération Smidth est construite. En 1963 démarre la première chaîne d'agglomération Lurgi (de) (surface 196 m2). Cette préparation du minerai porte la capacité de l'usine de 1,2  à   1,4 Mt de fonte par an.
En 1971, la deuxième chaîne d'agglomération, encore construite par Lurgi, est mise en route. Avec ses 400 m2, soit 5 m de large et 80 m de long, c'est alors la plus grande chaîne d'agglomération du monde. Elle produit plus d'aggloméré que ne peuvent absorber les hauts fourneaux de Rombas, et envoie donc une partie importante de sa production vers d'autres sites, dont les chaînes sont arrêtées. L'agglomération Smidth, peu productive (3 fours de 700 tonnes/24h chacun, contre 5 000  et   10 000 tonnes/24h pour chaque chaîne), est elle-même arrêtée dès 1974.

### L'aciérie à l'oxygène
Pour un article plus général, voir Procédé Kaldo.
En 1964, de Wendel et Sidélor décident enfin de créer en commun, sous forme d'une coopérative, une aciérie à oxygène pur de 2,6 Mt/an en deuxième phase. Puis, en 1968, Sacilor, Sidélor, l’Union Sidérurgique Lorraine et la Société Mosellane de Sidérurgie (ou SMS) fusionnent pour constituer Wendel-Sidélor. Le nouveau groupe, dont les capacités de production cumulées atteignent 20 Mt/an de minette lorraine et 7,8 Mt/an d'acier, maintient son orientation stratégique, préférant une filière fonte de forte capacité à la flexibilité des aciéries électriques.
La première aciérie à l'oxygène, fondée sur le procédé Kaldo, démarre en septembre 1969,, alors que l’aciérie Martin ferme. L'aciérie stupéfie par son gigantisme : dominé par les deux cheminées-torchères de 99,5 m de haut, le bâtiment fait 430 m de long et 150 m de large. Il est conçu pour évoluer afin de produire 7 Mt/an avec 6 convertisseurs (3 Kaldos et 3 OLP). Mais il ne faut que quelques mois pour comprendre le pari du procédé Kaldo poussé au gigantisme est perdu : les deux monstrueux convertisseurs de 1 000 tonnes tournant à 30 tr/min, deux fois plus gros que n'importe quel autre convertisseur Kaldo, s'avèrent aussi peu fiables qu'économiques. La course à la taille a tué le procédé au lieu de le sauver : les coûts augmentent avec la taille alors que c'est l'inverse qui était espéré.
D'autres erreurs stratégiques sont commises. Cette aciérie, qui doit devenir le cœur de la production des produits longs en Lorraine, est fondée sur la coulée en lingot, une autre technologie en sursis :
« Alors que l’on connaît les performances respectives des aciéries Kaldo et des aciéries OLP, celles des secondes étant nettement supérieures aux premières, Sacilor d’une manière peu compréhensible choisit le procédé Kaldo. L’aciérie Kaldo ne parviendra jamais aux objectifs de production escomptés, et il faudra, pour la 2e tranche de l’usine, mettre en service une aciérie OLP, et non un [troisième] nouveau four Kaldo comme il était prévu, initialement. De même, l’usine de Gandrange n’a pas été conçue pour être équipée de machines à coulée continue. On a préféré la solution traditionnelle du slabbing-blooming dont la capacité est telle qu’il peut transformer la totalité des lingots produits par les deux aciéries. Or, les gains de productivité sont tels avec la coulée continue que maintenant Gandrange doit s’en équiper. La capacité des aciéries de Gandrange ne pouvant s’accroître à moins d’en construire une troisième (ce qui n’est pas prévu), on aboutira à une sous-utilisation d’une installation très coûteuse (le blooming). »
— Michel Freyssenet , La sidérurgie française 1945-1979
|      | Kaldo | OLP   |
| ---- | ----- | ----- |
| 1974 | 968   | 2 387 |
| 1975 | 769   | 1 709 |
| 1976 | 792   | 1 897 |
| 1979 | 3 400 | 3 400 |

Les deux convertisseurs OLP (Oxygène-Lance-Poudre), construits dans la foulée, démarrent en novembre 1971. Ils sont, eux aussi, dans leur catégorie, les plus gros du monde (charge de 250 t) et portent la capacité de production de l'aciérie à 4 millions de tonnes annuelles (un chiffre théorique jamais atteint) dont 2/3 sont issues de la filière OLP. Cette augmentation de capacité est compensée par l'arrêt des aciéries Thomas de Saint-Jacques (Hayange) et de Knutange, des aciéries Martin d'Homécourt et d'Hagondange, ainsi que de sept laminoirs à Hayange et Knutange. 1 550 emplois sont supprimés, mais cette restructuration, bien anticipée, est saluée comme une réussite. Cependant, même pendant l'embellie de 1974, l'usine n'est pas compétitive.

### Les laminoirs
En 1967, l'ensemble Wendel-Sidélor, qui comprend alors 22 petits laminoirs, 14 trains moyens et quelques gros trains, coordonne les productions. Un grand mouvement de rationalisation est lancé. Concomitamment à la construction de l'aciérie, un train continu à fers marchands (le TFM, démarré en 1967), un train dégrossisseur pour laminer les lingots en billettes ou en blooms (aussi appelé blooming, inauguré en 1969) et un train continu à billettes se substituent aux anciens laminoirs(les trains 6, 7 et 7a ferment le 6 octobre 1971, le train 3a s'étant vu accordé un sursis).
En 1973, les laminoirs consistent en :
- le blooming de Gandrange d'une capacité de 3,5 Mt/an suivi d'un train à billettes ;
- le blooming de Rombas de 1 100 mm, d'une capacité de 1,45 Mt/an ;
- le Train à Fers Marchands de Gandrange (TFM 1) d'une capacité de 700 000 t/an ;
- le train à palplanches et poutrelles de 950 mm d'une capacité de 700 000 t/an ;
- le train à poutrelles de 850 mm d'une capacité de 300 000 t/an ;
- le train continu à billettes ;
- le train à fil d'une capacité de 450 000 t/an ;
- deux trains à fers marchands et petites poutrelles d'une capacité de 150 000 t/an[26].

## Échec de la stratégie et déclin de l'usine (depuis 1976)
Pour un article plus général, voir Crise de la sidérurgie dans le bassin lorrain.
À la veille du premier choc pétrolier, en 1974, l'usine est à son apogée : 13 092 des 34 632 employés du groupe Wendel-Sidélor y travaillent. Confiants, les dirigeants tardent à réagir. Le 8 janvier 1978, l'aciérie Thomas (dont un four avait été quand même modernisé en convertisseur à l'oxygène LWS de 35 tonnes en 1971, le premier convertisseur commercial de ce type), ainsi que les petits trains, sont arrêtés. En 1979, l'aciérie produit 3,4 millions de tonnes. Mais l'usine est déficitaire. Étranglée par la crise de la sidérurgie, Sacilor ne peut pas poursuivre la modernisation de l'usine. Une coulée continue à trois lignes est envisagée, le train continu à fil construit en 1957 a été modernisés à deux reprises, en 1969 et 1977, et peut dorénavant produire 500 000 t/an. Le train à billettes, le train lourd à palplanches et le train à fers marchands sont des outils efficaces. Mais le Kaldo et le blooming restent encore incontournables.

### 1982, première restructuration: abandon des Kaldos et adoption de la coulée continue
| Produits          | Tonnage |
| ----------------- | ------- |
| Fil machine       | 640 491 |
| Rond pour tube    | 85 760  |
| Laminés marchands | 281 764 |
| Rond à béton      | 131 801 |
| Palplanches       | 111 592 |
| Poutrelles        | 312 035 |
| Rails             | 190 517 |

Pour des articles plus généraux, voir Four à arc électrique et Coulée continue.
En 1982, le procédé Kaldo, trop coûteux, est abandonné. L'année précédente, la rénovation de l'aciérie OLP, dont la capacité des convertisseurs passe de 240  à   260 tonnes, a permis de maintenir une capacité -théorique- de production annuelle à 3,4 millions de tonnes. Une machine de coulée continue à 6 lignes, produisant 1 million de tonnes de blooms est mise en service : 400 000 tonnes sont destinées à la production de rails, les 600 000 tonnes restantes étant relaminées en billettes. Ainsi, il est prévu de maintenir une production significative, c'est-à-dire 2,4 millions de tonnes, par la filière lingot-blooming. La modernisation continue : une station de métallurgie sous vide est démarrée en 1983, la deuxième coulée continue en 1984, deuxième station d'affinage en 1988, désulfuration de la fonte en 1991… Mais il s'agit alors uniquement d'adapter l'outil existant aux nouvelles contraintes économiques et techniques
Les blooms et les billettes sont envoyés aux laminoirs finisseurs de Rombas, le train à fil de 1957 et le train à poutrelles et à palplanches datant de 1905. L'usine alimente aussi d'autres laminoirs : le train à rails et à poutrelles de Hayange (train de Saint-Jacques, mis en service en 1963 et constamment modernisé depuis), le train à fil de Jœuf (construit en 1955), le train à petits profilés d'Hagondange (construit par August Thyssen en 1912) et le train à fers marchands d'Homécourt (mis en service en 1951). Cet ensemble, qui combine les meilleures installations, souffre cependant d'une dispersion excessive : 1 800 personnes participent à l'exploitation d'un réseau ferroviaire privé de 480 km dont le trafic annuel atteint 250 millions de tonnes/km. Pourtant, en avril 1984, le gouvernement renonce à la construction d'un train universel à Gandrange : il n'est désormais plus question de construire des nouvelles capacités, surtout s'il s'agit de sacrifier des usines lorraines au profit de celle de Gandrange.
Le 1er juillet 1984, les activités produits longs d'Usinor-Sacilor sont regroupées dans la branche Unimétal, dont l'usine de Gandrange est un des pôles. À partir de la fin des années 1980, le site abandonne progressivement la stratégie de production de produits longs de tous types (barres, poutrelles, palplanches, rails, etc.) pour se concentrer sur le fil machine haut de gamme. En novembre 1988 est inauguré le Laminoir à Couronnes et à Barres (LCB), construit en lieu et place du Train à Fers Marchands de 1967. Le fil est ensuite soit tréfilé sur place par le LCB, soit envoyé à un laminoir à Longwy ou à un laminoir à Schifflange. L'investissement, de 41 M$, est un des premiers d'un vaste plan national de restructuration de 500 M$/an et de suppression de 17 000 emplois, consécutif à la fusion d'Usinor et de Sacilor. Un nouveau stand de métallurgie en poche est également prévu à l'aciérie.

### 1994, deuxième restructuration: passage à la filière électrique
En 1994, Usinor décide d'abandonner la production à partir de fonte, pour une élaboration à partir de ferrailles recyclées au four à arc électrique. Un four électrique à courant continu et double cuve (capacité de 165 t / 150 MVA), très novateur (et trop novateur, comme la suite des événements le montrera), est mis en route en même temps qu'une nouvelle coulée continue de billettes de 155 mm. Cette même année, la coulée continue CC1 de l'aciérie de Sérémange est transformée pour reprendre la production de blooms destinés au laminoir à rails de Hayange. Cette production rentable quitte ainsi Gandrange. Ainsi, la capacité de production de l'aciérie, qui avait été abaissée à 2 millions de tonnes, régresse encore à 1,4 million de tonnes, objectif qui ne sera, lui aussi, jamais atteint. Installée dans un complexe notoirement surdimensionné puisqu'« il a fallu construire un four électrique dans une cathédrale », cette aciérie électrique (constituée d'un four électrique de fusion, de deux fours électriques de réchauffage de l'acier et deux coulées continues) ne parvient toujours pas à rendre rentable l'usine sidérurgique.
Conséquence du démarrage du four électrique, les deux convertisseurs OLP sont arrêtés en mi-1995. La chaîne d'agglomération et les deux hauts fourneaux restants, les R5 et R7, qui ne traitent plus que du minerai riche d'importation depuis août 1993 sont en sursis. Le haut fourneau R7 s'éteint finalement le 25 mars 1998, et le R5 le 24 juillet. Le démantèlement des hauts fourneaux est presque achevé en 2002.
En 1999, Francis Mer, PDG d'Usinor, décide de ne conserver comme cœur de métier d'Usinor que les produits plats. L'aciérie et ses laminoirs (dont celui de la Société du Train à Fil de Schifflange) sont alors vendus un franc symbolique à un indien encore inconnu du public, Lakshmi Mittal, propriétaire d'Ispat International. Par contre, les deux chaînes d'agglomération Lurgi restent dans le giron du groupe Usinor, et continuent d'alimenter les deux hauts fourneaux de l'usine sidérurgique de Florange, situés à une vingtaine de kilomètres de là. Ces chaînes s'arrêtent en 2012, en même temps que les hauts fourneaux du complexe florangeois qu'elles alimentaient.

### 2009, troisième restructuration: fermeture de l'aciérie
En 2008, l'usine n'est toujours pas redevenue bénéficiaire. Lakshmi Mittal a limité les effectifs au minimum et n'a pas investi dans l'usine. Il n'a gagné de l'argent que la première année, puis le marché de la ferraille s'étant durablement envolé suite la forte demande chinoise, la production d'acier au four électrique est devenue coûteuse. Faisant dorénavant partie du groupe ArcelorMittal, il devient dorénavant possible de répartir les employés et la production dans des sites plus compétitifs. La fermeture de l'aciérie et du train à billettes (TAB) est annoncée.
Le 19 mars 2009 la dernière coulée de l'aciérie se déroule dans une ambiance marquée par l'échec de l'intervention du président de la République Nicolas Sarkozy. Son déplacement le 4 juillet 2008 à l'aciérie, au cours duquel il avait affirmé « avec ou sans Mittal, l'État
investira », est présent dans toutes les têtes. Le train à billettes ferme immédiatement après. Les vestiges de l'aciérie sont tombés le 31 août 2023 à 19h24.
En 2016, il y reste un laminoir (le Laminoir à Couronnes et à Barres, ou LCB) qui produit du fil machine (couronne) de gros diamètre et des barres, toutes deux de section ronde et hexagonale.